# 阿斯基兹 (市级镇)
阿斯基兹（羅馬化：Askiz；哈卡斯语：Асхыс）是俄罗斯哈卡斯共和国的工人村（市级镇），属阿斯基兹区，地处哈卡斯共和国中部，位于叶尼塞河流域内阿巴坎河一支流阿斯基兹河畔，在区行政中心阿斯基兹村西约5公里处、共和国首府阿巴坎西南方。镇内设有铁路车站。
该地2021年人口有4,356人；2010年人口5,208；2002年人口5,050；1989年人口4,572。